# Leo Murer
Leo Murer (* 17. Jänner 1940; † 29. Februar 1996) war ein österreichischer Sänger und Komponist. Er war zudem als Organist und Chorleiter tätig. Murer war maßgeblich an der Prägung des Kärntnerliedes im 20. Jahrhundert beteiligt.

## Leben
Geboren in Kraig bei St. Veit an der Glan als eines von fünf Kindern erkannte er schon im Volksschulalter in St. Klementen am Krappfeld seine Verbindung zur Musik. Gefördert durch seinen Volksschullehrer, lernte er in jungen Jahren das Akkordeonspiel und wurde zum Vorsänger ausgebildet. Durch den Pfarrer Hermann Mößlacher gelangten er und seine Familie nach St. Filippen, wo er schon im Alter von 16 Jahren die Leitung als Organist übernahm.
Er wurde in weiterer Form zum Chorleiter des Männergesangsvereins St. Filippen ob Reinegg und des Gemischten Chors St. Filippens. Murer galt als sehr gläubig und schrieb aus spiritueller Motivation die St. Filippner Dankesmesse, welche ein wesentliches Werk der Gesangskultur der katholischen Kirche Kärntens ist. Gemeinsam mit dem Gemischten Chor St. Filippen präsentierte er jenes Werk im Rahmen einer Audienz bei Johannes Paul II. in Rom. Weitere bekannte Werke aus Murers Feder sind „Mei Filippen“ und „Lei dir, mei Christofberg“.
Beruflich war er unter anderem im Kettenwerk Brückl tätig.
Geprägt von einer schweren Krankheit, welche er unter anderem in seiner Musik verarbeitete, starb Leo Murer am 29. Februar 1996 im Alter von 56 Jahren. Seine Grabstätte befindet sich am Friedhof der Pfarrkirche St. Filippen.
Das Buch „Was man in Worten nicht kann sagen“ wurde 2005 als Text- und Melodiebuch veröffentlicht, in welchem Leo Murers Werke sowie persönliche Anekdoten seines Lebens veröffentlicht wurden.

## Auszeichnungen
- Goldenes Ehrenzeichen der Marktgemeinde Brückl
- Großes Goldenes Ehrenzeichen des Landes Kärnten
- Chorleiter Abzeichen in Gold
- Goldene Stimmgabel
- Kulturpreis der Norischen Region